# Erigone matanuskae
Erigone matanuskae là một loài nhện trong họ Linyphiidae.
Loài này thuộc chi Erigone. Erigone matanuskae được Ralph Vary Chamberlin & Wilton Ivie miêu tả năm 1947.